# لوسيان لي كام
لوسيان لي كام (بالفرنسية: Lucien Le Cam)‏ هو أستاذ جامعي ورياضياتي فرنسي، ولد في 18 نوفمبر 1924 في مدينة كروز في فرنسا، وتوفي في 25 أبريل 2000 في كروز في فرنسا.